# Obella
Obella är en ö i Marshallöarna.   Den ligger i kommunen Kwajalein, i den nordvästra delen av Marshallöarna, 500 km nordväst om huvudstaden Majuro. Arean är 0,14 kvadratkilometer.
Terrängen på Obella är platt.